# National Football League 1985
La stagione NFL 1985 fu la 66ª stagione sportiva della National Football League, la massima lega professionistica statunitense di football americano. La finale del campionato, il Super Bowl XX, si disputò il 26 gennaio 1986 al Louisiana Superdome di New Orleans, in Louisiana e si concluse con la vittoria dei Chicago Bears sui New England Patriots per 46 a 10. La stagione iniziò l'8 settembre 1985 e si concluse con il Pro Bowl 1986 che si tenne il 2 febbraio a Honolulu.

## Modifiche alle regole
- Venne stabilito che un time out richiesto da una squadra negli ultimi due minuti del secondo quarto o della partita durasse 60 secondi invece dei consueti 90.
- Venne deciso che un'azione dovesse essere dichiarata immediatamente conclusa se, negli ultimi due minuti del secondo quarto o della partita, il quarterback, appena ricevuto lo snap, si inginocchia oppure se, in ogni momento della partita, un giocatore in possesso di palla scivola volontariamente sul terreno con i piedi in avanti. In quest'ultimo caso il gioco riprenderà dal punto in cui il giocatore ha toccato terra per primo.
- Venne deciso di non sanzionare l'interferenza sul passaggio (pass interference) nel caso un passaggio risulti palesemente non ricevibile indipendentemente dall'infrazione.
- Venne deciso di non sanzionare gli interventi duri sul giocatore che effettua un passaggio o un calcio (roughing the passer e running into the kicker) se tali interventi fossero causati da un blocco o da una spinta.
- Venne stabilito che fosse illegale deviare volontariamente la palla durante un field goal (goaltending), tranne che per cercare di bloccarlo alla partenza.

## Stagione regolare
La stagione regolare si svolse in 16 giornate, iniziò l'8 settembre e terminò il 23 dicembre 1985.

### Risultati della stagione regolare
- V = Vittorie, S = Sconfitte, P = Pareggi, PCT = Percentuale di vittorie, PF = Punti Fatti, PS = Punti Subiti
- La qualificazione ai play-off è indicata in verde (tra parentesi il seed)

| AFC East                 |    |    |   |     |     |     |
| Squadra                  | V  | S  | P | PCT | PF  | PS  |
| (2) Miami Dolphins       | 12 | 4  | 0 | 750 | 428 | 320 |
| (4) New York Jets        | 11 | 5  | 0 | 688 | 393 | 264 |
| (5) New England Patriots | 11 | 5  | 0 | 688 | 362 | 290 |
| Indianapolis Colts       | 5  | 11 | 0 | 313 | 320 | 386 |
| Buffalo Bills            | 2  | 14 | 0 | 125 | 200 | 381 |

| NFC East              |    |    |   |     |     |     |
| Squadra               | V  | S  | P | PCT | PF  | PS  |
| (3) Dallas Cowboys    | 10 | 6  | 0 | 625 | 357 | 333 |
| (4) New York Giants   | 10 | 6  | 0 | 625 | 399 | 283 |
| Washington Redskins   | 10 | 6  | 0 | 625 | 297 | 312 |
| Philadelphia Eagles   | 7  | 9  | 0 | 438 | 286 | 310 |
| Saint Louis Cardinals | 5  | 11 | 0 | 313 | 278 | 414 |

| AFC Central          |   |    |   |     |     |     |
| Squadra              | V | S  | P | PCT | PF  | PS  |
| (3) Cleveland Browns | 8 | 8  | 0 | 500 | 287 | 294 |
| Cincinnati Bengals   | 7 | 9  | 0 | 438 | 441 | 437 |
| Pittsburgh Steelers  | 7 | 9  | 0 | 438 | 379 | 355 |
| Houston Oilers       | 5 | 11 | 0 | 313 | 284 | 412 |

| NFC Central          |    |    |   |     |     |     |
| Squadra              | V  | S  | P | PCT | PF  | PS  |
| (1) Chicago Bears    | 15 | 1  | 0 | 938 | 456 | 198 |
| Green Bay Packers    | 8  | 8  | 0 | 500 | 337 | 355 |
| Minnesota Vikings    | 7  | 9  | 0 | 438 | 346 | 359 |
| Detroit Lions        | 7  | 9  | 0 | 438 | 307 | 366 |
| Tampa Bay Buccaneers | 2  | 14 | 0 | 125 | 294 | 448 |

| AFC West                |    |    |   |     |     |     |
| Squadra                 | V  | S  | P | PCT | PF  | PS  |
| (1) Los Angeles Raiders | 12 | 4  | 0 | 750 | 354 | 308 |
| Denver Broncos          | 11 | 5  | 0 | 688 | 380 | 329 |
| Seattle Seahawks        | 8  | 8  | 0 | 500 | 349 | 303 |
| San Diego Chargers      | 8  | 8  | 0 | 500 | 467 | 435 |
| Kansas City Chiefs      | 6  | 10 | 0 | 375 | 317 | 360 |

| NFC West                |    |    |   |     |     |     |
| Squadra                 | V  | S  | P | PCT | PF  | PS  |
| (2) Los Angeles Rams    | 11 | 5  | 0 | 688 | 340 | 277 |
| (5) San Francisco 49ers | 10 | 6  | 0 | 625 | 411 | 263 |
| New Orleans Saints      | 5  | 11 | 0 | 313 | 294 | 401 |
| Atlanta Falcons         | 4  | 12 | 0 | 250 | 282 | 452 |

## Play-off
I play-off iniziarono con i Wild Card Game il 28 e 29 dicembre 1985. I Divisional Playoff si giocarono il 4 e il 5 gennaio 1986 e i Conference Championship Game il 12 gennaio. Il Super Bowl XX si giocò il 26 gennaio al Louisiana Superdome di New Orleans.

### Seeding
| Seed | American Football Conference             | National Football Conference          |
| ---- | ---------------------------------------- | ------------------------------------- |
| 1    | Los Angeles Raiders (vincitori AFC West) | Chicago Bears (vincitori NFC Central) |
| 2    | Miami Dolphins (vincitori AFC East)      | Los Angeles Rams (vincitori NFC West) |
| 3    | Cleveland Browns (vincitori AFC Central) | Dallas Cowboys (vincitori NFC East)   |
| 4    | New York Jets                            | New York Giants                       |
| 5    | New England Patriots                     | San Francisco 49ers                   |

### Incontri
| Wild Card Game | Wild Card Game                   | Wild Card Game | Wild Card Game |                              |                              | Divisional Play-off          | Divisional Play-off | Divisional Play-off |                                |                                  | Conference Championship        | Conference Championship | Conference Championship |  |  | Super Bowl XX | Super Bowl XX | Super Bowl XX | Super Bowl XX | Super Bowl XX |
|                |                                  |                |                |                              |                              |                              |                     |                     |                                |                                  |                                |                         |                         |  |  |               |               |               |               |               |
|                |                                  |                |                |                              |                              |                              |                     |                     |                                |                                  |                                |                         |                         |  |  |               |               |               |               |               |
|                |                                  |                |                |                              |                              | 4 gennaio - Anaheim Stadium  |                     |                     |                                |                                  |                                |                         |                         |  |  |               |               |               |               |               |
|                |                                  |                |                |                              |                              |                              |                     |                     |                                |                                  |                                |                         |                         |  |  |               |               |               |               |               |
|                | 3                                | Dallas         | 0              |                              |                              |                              |                     |                     |                                |                                  |                                |                         |                         |  |  |               |               |               |               |               |
|                | 3                                | Dallas         | 0              | 29 dicembre - Giants Stadium | 29 dicembre - Giants Stadium | 29 dicembre - Giants Stadium |                     |                     | 12 gennaio - Soldier Field     | 12 gennaio - Soldier Field       | 12 gennaio - Soldier Field     |                         |                         |  |  |               |               |               |               |               |
|                | 2                                | L.A. Rams      | 20             | 29 dicembre - Giants Stadium | 29 dicembre - Giants Stadium | 29 dicembre - Giants Stadium |                     |                     | 12 gennaio - Soldier Field     | 12 gennaio - Soldier Field       | 12 gennaio - Soldier Field     |                         |                         |  |  |               |               |               |               |               |
|                | 2                                | L.A. Rams      | 20             | 5                            | San Francisco                | 3                            | 2                   | L.A. Rams           | 0                              |                                  |                                |                         |                         |  |  |               |               |               |               |               |
|                | 5 gennaio - Soldier Field        |                |                | 5                            | San Francisco                | 3                            | 2                   | L.A. Rams           | 0                              |                                  |                                |                         |                         |  |  |               |               |               |               |               |
|                | 4                                | N.Y. Giants    | 17             |                              |                              | 1                            | Chicago             | 24                  |                                |                                  |                                |                         |                         |  |  |               |               |               |               |               |
|                | 4                                | N.Y. Giants    | 17             | 4                            | N.Y. Giants                  | 1                            | Chicago             | 24                  | 0                              |                                  |                                |                         |                         |  |  |               |               |               |               |               |
|                |                                  |                |                | 4                            | N.Y. Giants                  |                              |                     |                     | 0                              | 26 gennaio - Louisiana Superdome |                                |                         |                         |  |  |               |               |               |               |               |
|                | 1                                | Chicago        | 21             |                              |                              |                              |                     |                     |                                |                                  |                                |                         |                         |  |  |               |               |               |               |               |
|                | 1                                | Chicago        | 21             | N1                           | Chicago                      | 46                           |                     |                     |                                |                                  |                                |                         |                         |  |  |               |               |               |               |               |
|                | 5 gennaio - Los Angeles Coliseum |                |                | N1                           | Chicago                      | 46                           |                     |                     |                                |                                  |                                |                         |                         |  |  |               |               |               |               |               |
|                |                                  |                |                |                              |                              |                              |                     | A5                  | New England                    | 10                               |                                |                         |                         |  |  |               |               |               |               |               |
|                | 5                                | New England    | 27             |                              |                              |                              |                     | A5                  | New England                    | 10                               |                                |                         |                         |  |  |               |               |               |               |               |
|                | 5                                | New England    | 27             | 28 dicembre - Giants Stadium | 28 dicembre - Giants Stadium | 28 dicembre - Giants Stadium |                     |                     | 12 gennaio - Miami Orange Bowl | 12 gennaio - Miami Orange Bowl   | 12 gennaio - Miami Orange Bowl |                         |                         |  |  |               |               |               |               |               |
|                | 1                                | L.A. Raiders   | 20             | 28 dicembre - Giants Stadium | 28 dicembre - Giants Stadium | 28 dicembre - Giants Stadium |                     |                     | 12 gennaio - Miami Orange Bowl | 12 gennaio - Miami Orange Bowl   | 12 gennaio - Miami Orange Bowl |                         |                         |  |  |               |               |               |               |               |
|                | 1                                | L.A. Raiders   | 20             | 5                            | New England                  | 26                           | 5                   | New England         | 31                             |                                  |                                |                         |                         |  |  |               |               |               |               |               |
|                | 4 gennaio - Miami Orange Bowl    |                |                | 5                            | New England                  | 26                           | 5                   | New England         | 31                             |                                  |                                |                         |                         |  |  |               |               |               |               |               |
|                | 4                                | N.Y. Jets      | 14             |                              |                              | 2                            | Miami               | 14                  |                                |                                  |                                |                         |                         |  |  |               |               |               |               |               |
|                | 4                                | N.Y. Jets      | 14             | 3                            | Cleveland                    | 2                            | Miami               | 14                  | 21                             |                                  |                                |                         |                         |  |  |               |               |               |               |               |
|                |                                  |                |                | 3                            | Cleveland                    |                              |                     |                     |                                |                                  |                                |                         |                         |  |  |               |               |               |               |               |
|                | 2                                | Miami          | 24             |                              |                              |                              |                     |                     |                                |                                  |                                |                         |                         |  |  |               |               |               |               |               |
|                | 2                                | Miami          | 24             |                              |                              |                              |                     |                     |                                |                                  |                                |                         |                         |  |  |               |               |               |               |               |

### Vincitore
| Vincitori del Super Bowl XX Chicago Bears 9º titolo (1º Super Bowl) |

## Premi individuali
| MVP della NFL                 | Marcus Allen, Running Back, L.A. Raiders |
| Allenatore dell'anno          | Mike Ditka, Chicago                      |
| Giocatore offensivo dell'anno | Marcus Allen, Running Back, L.A. Raiders |
| Difensore dell'anno           | Mike Singletary, Linebacker, Chicago     |
| Rookie offensivo dell'anno    | Eddie Brown, Wide Receiver, Cincinnati   |
| Rookie difensivo dell'anno    | Duane Bickett, Linebacker, Indianapolis  |